# Josef Bierbichler
Josef Bierbichler (Ambach, 26 aprile 1948) è un attore, regista e sceneggiatore tedesco.

## Filmografia parziale

### Attore
Cinema
- Cuore di vetro (Herz aus Glas), regia di Werner Herzog (1976)
- Bierkampf, regia di Herbert Achternbusch (1977)
- Woyzeck, regia di Werner Herzog (1979)
- Das Gespenst, regia di Herbert Achternbusch (1982)
- Die tödliche Maria, regia di Tom Tykwer (1993)
- Wintersleepers - Sognatori d'inverno (Winterschläfer), regia di Tom Tykwer (1997)
- Storie (Code inconnu: Récit incomplet de divers voyages), regia di Michael Haneke (2000)
- Heidi, regia di Markus Imboden (2001)
- Hamlet_X, regia di Herbert Fritsch (2003)
- Hierankl, regia di Hans Steinbichler (2003)
- Winterreise, regia di Hans Steinbichler (2006)
- Im Winter ein Jahr, regia di Caroline Link (2008)
- Der Architekt, regia di Ina Weisse (2008)
- The Bone Man (Der Knochenmann), regia di Wolfgang Murnberger (2009)
- Deutschland 09 - 13 kurze Filme zur Lage der Nation, registi vari (2009)
- Il nastro bianco (Das weiße Band - Eine deutsche Kindergeschichte), regia di Michael Haneke (2009)
- Exit Marrakech, regia di Caroline Link (2013)
- Schau mich nicht so an, regia di Uisenma Borchu (2015)
- Zwei Herren im Anzug, anche regista (2018)

Televisione
- Der Brandner Kaspar und das ewig' Leben - film TV (1975)
- Das Konto - film TV (2004)
- Verbrechen - serie TV, 6 episodi (2013)
- Landauer - Der Präsident - film TV (2014)
- Die Getriebenen - film TV (2020)

### Regista e sceneggiatore
- Triumph der Gerechten (1987)
- Zwei Herren im Anzug (2018)